# Charmes (Allier)
Charmes – miejscowość i gmina we Francji, w regionie Owernia-Rodan-Alpy, w departamencie Allier.

## Demografia
Według danych na rok 1990 gminę zamieszkiwało 328 osób, a gęstość zaludnienia wynosiła 40 osób/km². W styczniu 2015 r. Charmes zamieszkiwało 395 osób, przy gęstości zaludnienia wynoszącej 48,2 osób/km².